# 導航波

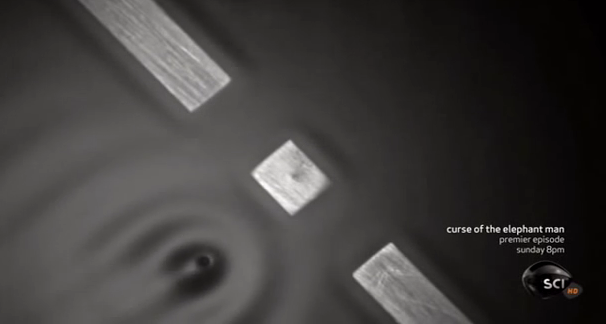
庫代（Couder）等人所進行之矽油滴實驗，將導航波模型給「實體化」。

理論物理學中，導航波理論（英文：pilot wave theory）是與量子力學相關的隱變量理論中的第一個例子，由德布罗意於1927年提出。
其更現代的版本為玻姆詮釋（Bohm interpretation），於1952年由玻姆提出。有別於傳統哥本哈根學派所採用機率波的詮釋，此一隱變量理論具有一定程度的爭議性，試圖將量子力學的實驗結果詮釋為一項決定性理論，以避免一些麻煩，如：瞬間的波函數塌縮以及薛丁格貓這樣的悖論。與其他量子力學詮釋使用相同數學式，因此相關量子力學實驗證據也可支持本理論。
2009年後，法國科學家易芙斯·庫代等人利用矽油滴等流體進行實驗，製造出類比單粒子量子系統的效果，將導航波理論「實體化」。此實驗結果讓部份科學家對傳統上機率波詮釋產生一定的懷疑。然而後續三個團隊試圖重現此發現的實驗並未能重現庫代（Couder）等人的實驗結果，換句話說，導航波理論可能是錯的。

## 歷史

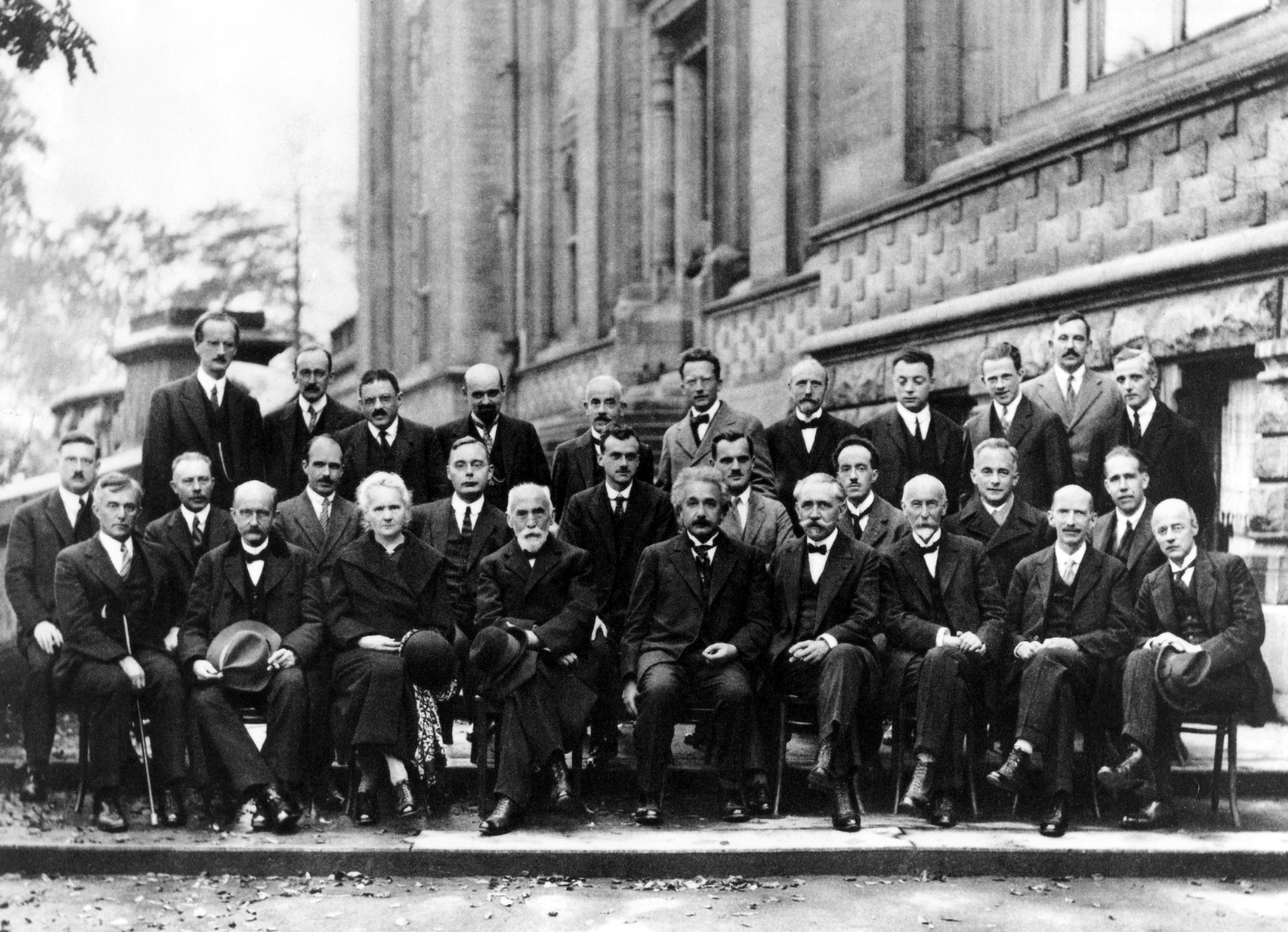
1927年索爾威會議，列席者包括：普朗克、瑪麗·居禮、愛因斯坦、玻耳、德布羅意、薛丁格、康普頓、玻恩、包立、狄拉克等科學家。

1926年，玻恩於論文中建議將薛丁格方程式中之波函數絕對值平方視為於某處找到關注粒子的機率密度。在此之外，德布羅意則發展出導航波理論，將波函數視為引導粒子動作的嚮導波。起初德布羅意提出雙解法（Double solution），其中量子物體是由實空間的物理波（u波）組成，其中並存在一球狀奇點區域，表現出粒子性；在此形式中，他並不需假設量子粒子的存在。爾後，他又提出了新理論架構，其中含有粒子及相伴隨的導航波。德布羅意在1927年索爾威會議中報告此一新架構。出席會議的包立在會中提出異議，指出此理論無法適當處理非彈性散射。德布羅意對此無法做出回應，隨後即暫告放棄導航波理論。
1932年，馮紐曼發表論文指出所有隱變量理論皆不可行（儘管3年後即由葛瑞特·賀爾曼指出其論述有瑕疵，但之後50多年皆未受到重視。） 1952年，玻姆不滿意盛行的標準機率波詮釋，重新改良德布羅意的導航波理論，因此新版本的理論被稱為德布羅意-玻姆理論（又稱玻姆詮釋）。
若非約翰·貝爾提倡，德布羅意-玻姆理論可能淹沒在歷史的洪流。貝爾重新發現葛瑞特·賀爾曼的論文，並向物理學界展示包立與馮紐曼的反對意見僅僅是指出導航波的非定域性。如今德布羅意-玻姆理論被視為一有別於傳統上哥本哈根詮釋的可能挑戰性理論，儘管仍具有一定程度的爭議性。
在2009年後，法國科學家庫代等人發現矽油滴等流體進行實驗，製造出類比單粒子量子系統的效果，將導航波理論「實體化」。後來，物理學者做實驗證實，這種巨觀的流體力學系統可以展示出單粒子折射、量子穿隧效應、量子化軌道、自旋態等等量子領域的現象。在粒子物理學裏，量子真空的傳遞作用力的玻色場，例如光子場或希格斯場，或者，在量子電動力學裏的零點能量場，這些都是德布羅意導航波的可能候選。分析這流體力學實驗所獲得的結果，物理學者認為，量子真空的導航波理論意味著，或許在康普頓尺寸，隱藏了尚未發現的量子理論，設計與完成康普頓尺寸的實驗是當今很困難的挑戰。然而，後續在2015年兩個美國團隊以及一個丹麥由尼爾斯·玻爾孫子湯瑪士·玻爾領導的團隊所做的幾個較仔細的實驗，都未能重現庫代（Couder）等人所進行的矽油滴實驗的結果。s

## 導航波理論
導航波理論是一隱變量理論，因此具有以下特性：
- 此理論中存在有實在性（意指具有獨立於觀測者之外的實在物理性質）。
- 此理論是決定性的。

一粒子的位置與動量可被視為隱變量，因海森堡不確定原理指出觀測者無法同時精準測出此二值。在一堆粒子組合中，存在有相應的物質波，根據薛丁格方程式演化。每顆粒子具有決定性（非隨機）的軌跡，由波函數引導。整體來說，諸多粒子的粒子密度與波函數幅相符合。此波函數不受粒子影響，並可為一「空波函數」（Empty wave function）。
此理論顯示出非定域性（相對論限制波動等訊息傳遞速限為光速，而產生定域性限制），並且滿足貝爾定理。有意思的地方是：此非定域性符合通信禁律而無法用作超光速通訊。

## 數學基礎
欲導出電子的德布羅意-玻姆波，量子拉格朗日量為
{\displaystyle L(t)={\frac {1}{2}}mv^{2}-(V+Q),}
其中{\displaystyle Q}是與量子力相對應的勢，此量子力對波函數對粒子的推動；積分是沿著電子實際行進的唯一路徑（有別於路徑積分）。此結果可導得玻姆傳遞子（Bohm propagator）的關係式：
{\displaystyle K^{Q}(X_{1},t_{1};X_{0},t_{0})={\frac {1}{J(t)^{\frac {1}{2}}}}\exp \left[{\frac {i}{\hbar }}\int _{t_{0}}^{t_{1}}L(t)\,dt\right]}。
此傳遞子讓我們得以精準追蹤在量子勢{\displaystyle Q}影響下隨時間變動的電子。

## 外部連結
（英文）Have We Been Interpreting Quantum Mechanics Wrong This Whole Time? （页面存档备份，存于）